# Mk 23型魚雷

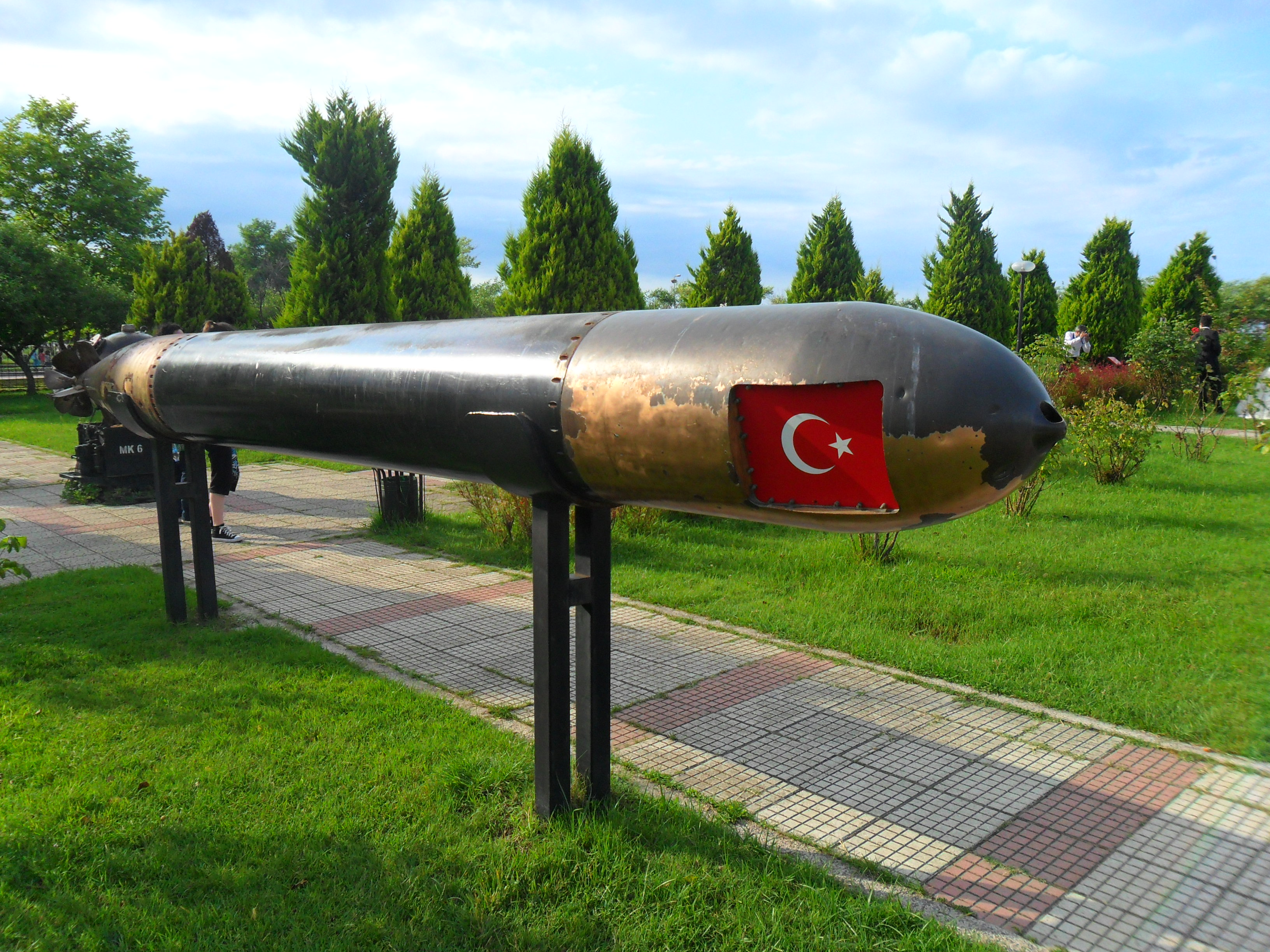

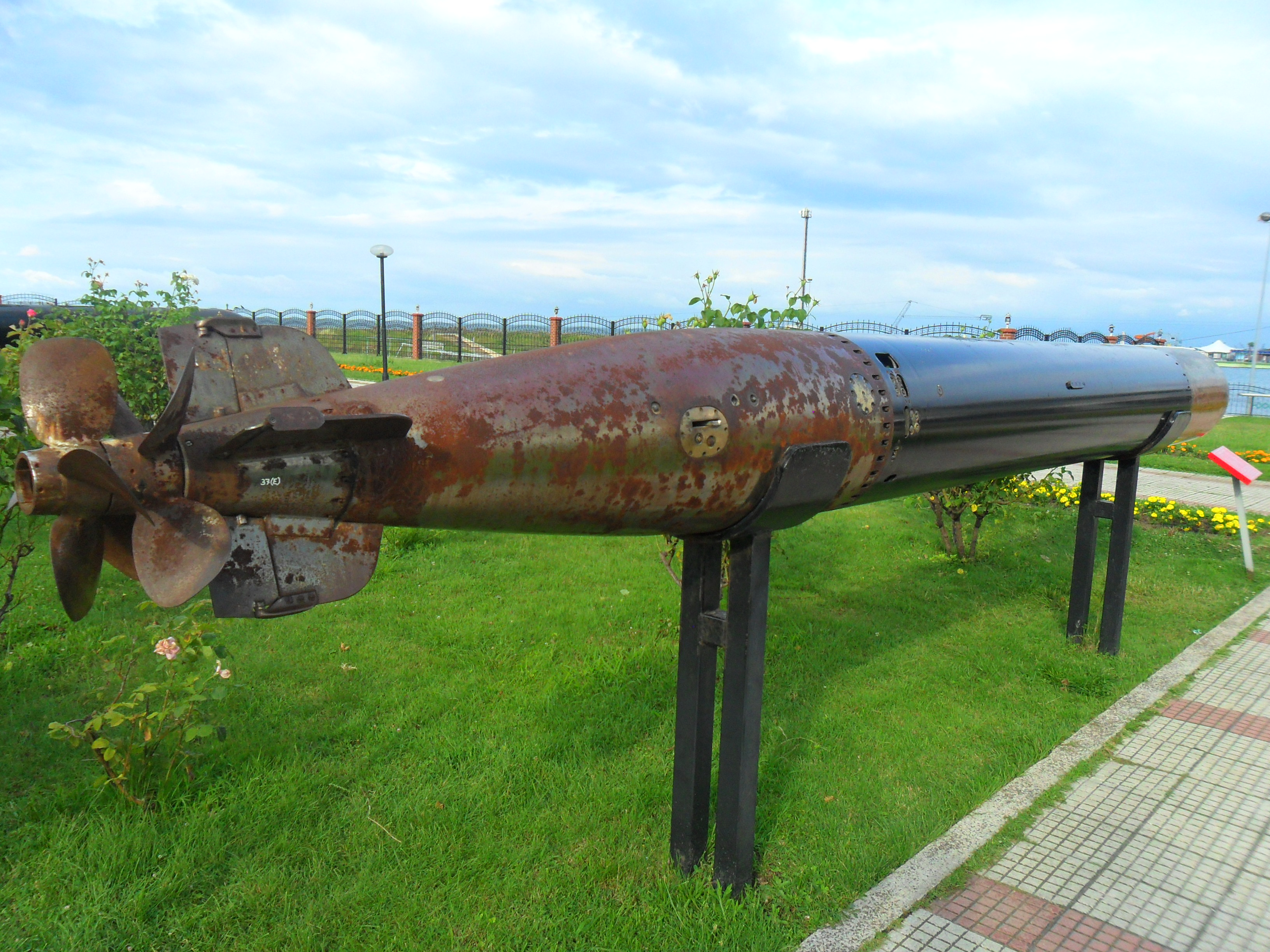

Mk 23型魚雷是一種潛射反水面船艦魚雷，由美國海軍魚雷站(Naval Undersea Warfare Center)在第二次世界大戰期間為美國海軍設計和生產。它本質上是Mk 14型魚雷，不同之處在於它移除了長距離低速設計，保留短距離高速設計。
Mk 23型魚雷的研發考量了Mk 14型魚雷的高速特點，因為在戰爭初期，Mk 14型魚雷的低速功能很少使用，但是，到了戰爭後期，為更好的戰術效果，少數目標需由遠距離發射魚雷攻擊，具有長距離低速設計的Mk 14型魚雷成為了更合適的武器。大量的Mk 23型魚雷被銷毀或改裝為Mk 14型魚雷，而其他則拆用作後備零件。